# Port lotniczy Lae
Port lotniczy Lae (IATA: LML) – port lotniczy zlokalizowany na atolu Lae (Wyspy Marshalla).